# Suzette Puech
Suzette Puech, née le 7 mars 1937 à Anduze et morte le 20 décembre 2005  à Montpellier, est une botaniste française, spécialiste du genre Teucrium, qu'elle étudie notamment sur l'ensemble du littoral méditerranéen français, de la Camargue aux Pyrénées-Orientales. Elle est en particulier l'autrice de Teucrium nablii et de Teucrium polium subsp. clapae (la Germandrée de la Clape).

## Biographie
D'abord assistante au laboratoire de systématique et géobotanique méditerranéenne de l'Institut botanique de Montpellier, elle est ensuite enseignante à l'université de Montpellier. L'herbier de plus de 2 000 planches qu'elle avait constitué, composé en majorité de Teucrium, est désormais conservé à l'Institut botanique de Montpellier.

## Galerie

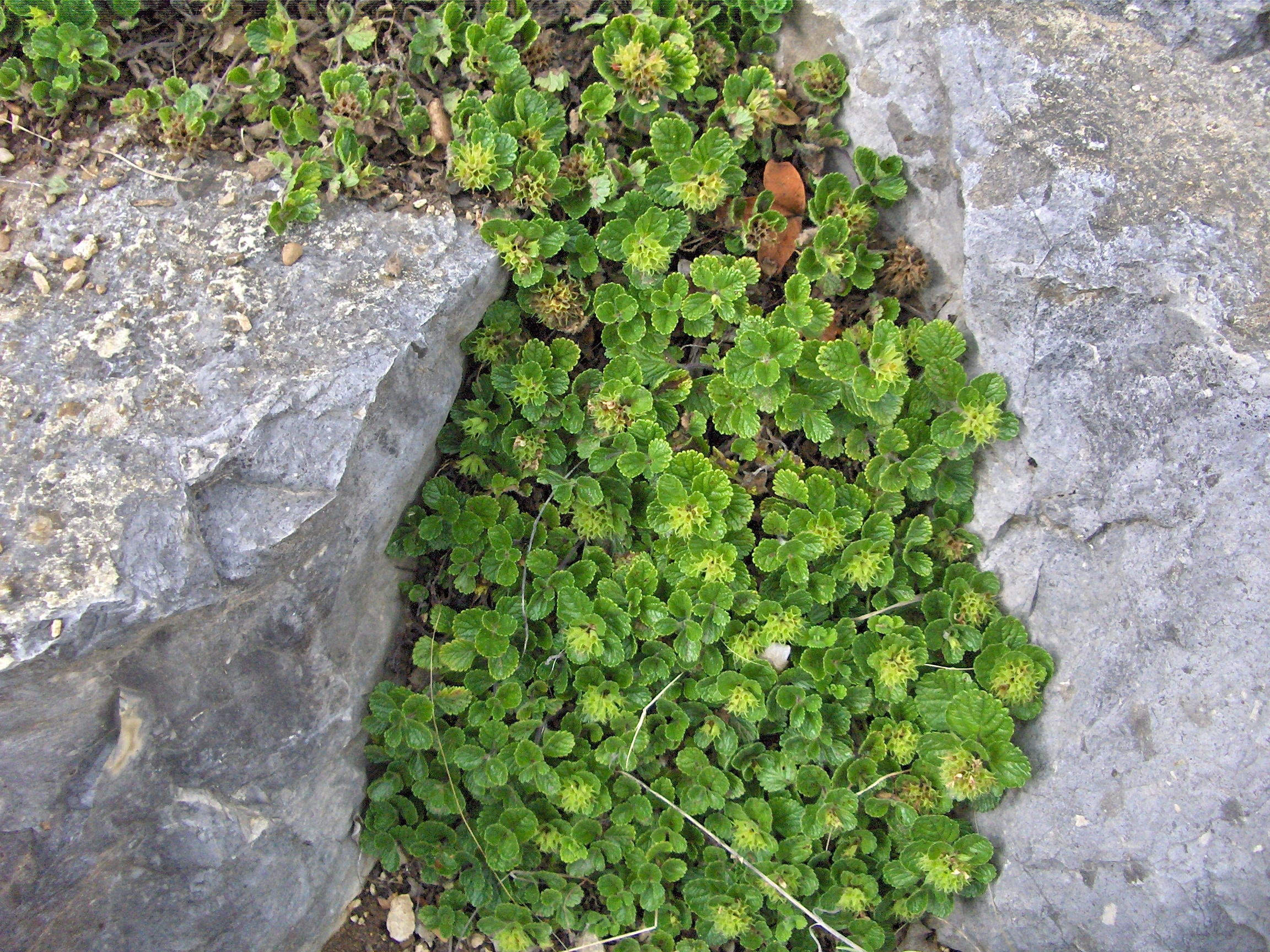
Teucrium pyrenaicum ou Germandrée des pyrénées
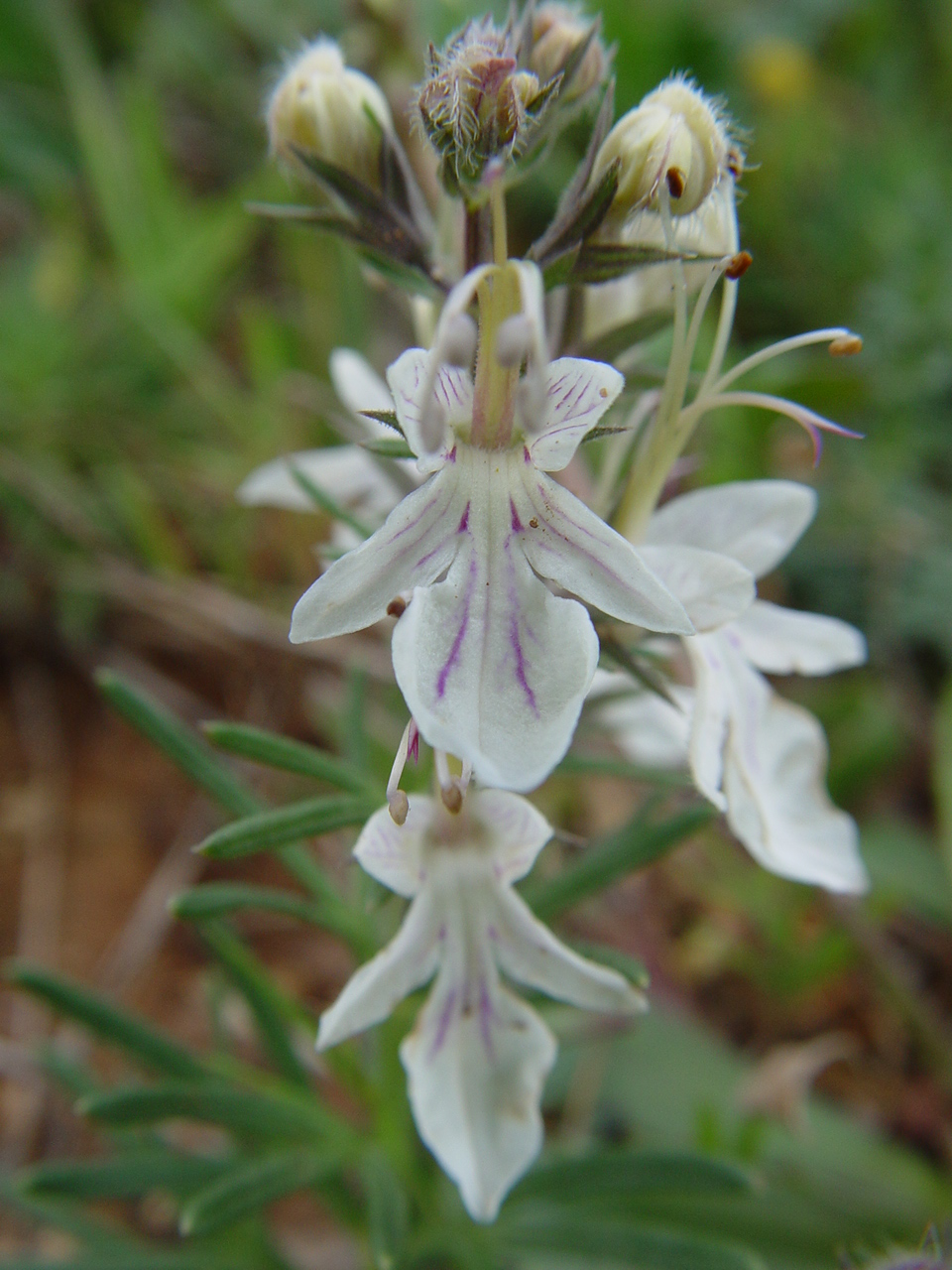
Teucrium creticum ou Germandrée à feuilles de romarin
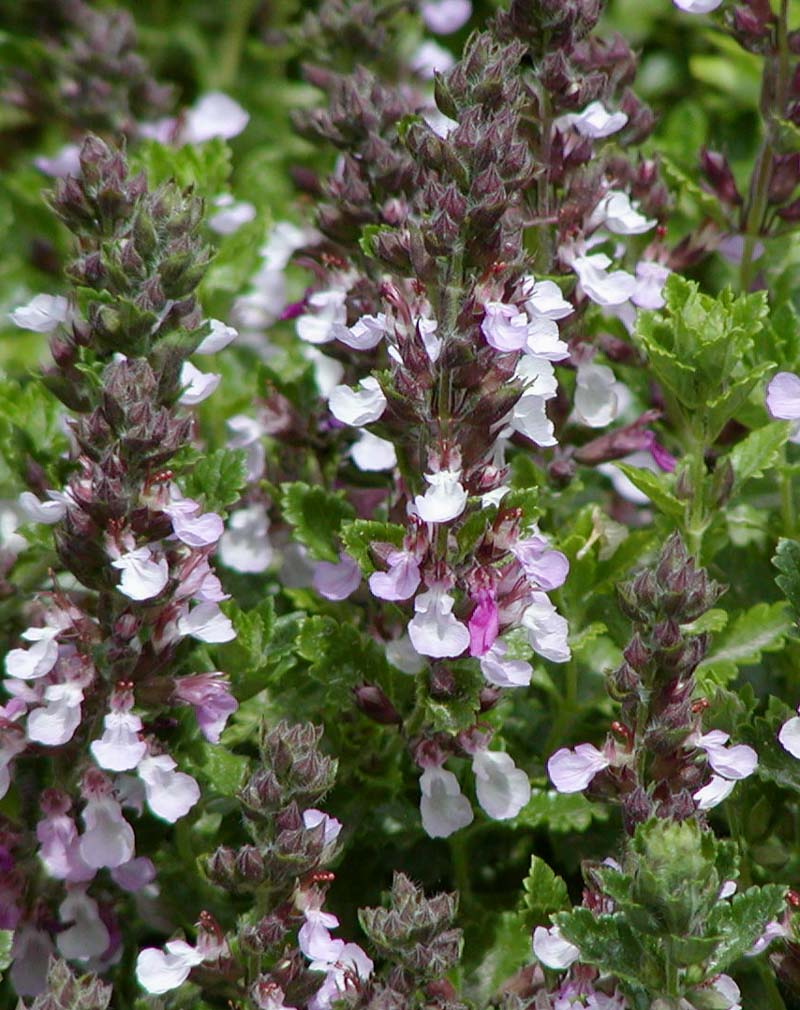
Teucrium chamaedrys prostratum ou Germandrée petit chêne
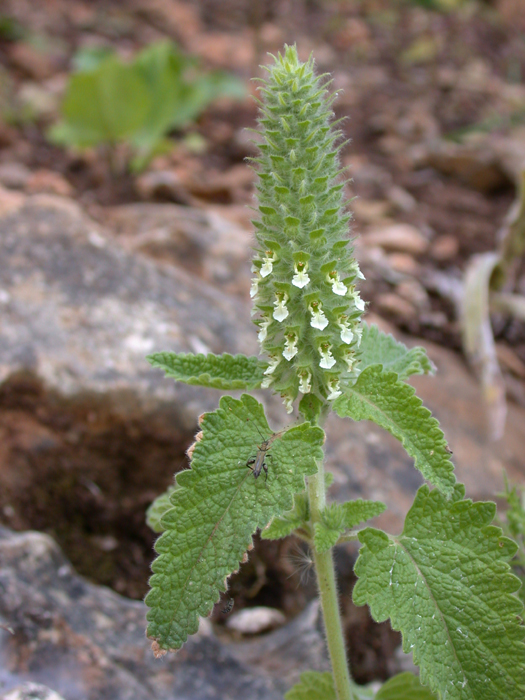
Teucrium lamiifolium (Israël)